# Пчелоносно бръмбарче
Пчелоносно бръмбарче или обикновена пчелица (Ophrys apifera) е вид растение от семейство Орхидеи (Orchidaceae). Видът се среща в България и е защитен, включен в Приложение № 3 на Закона за биологичното разнообразие.

## Описание
Пчелоносното бръмбарче е многогодишно тревисто растение с 2 яйцевидни грудки. Стъблата му са с височина 15 – 35 cm, с 2 – 4 розеткови и 2 – 5 стъблови зелени листа. Съцветията са рехави, с 3 – 10 до 15 цвята. Чашелистчетата са розови, разперени с дължина 11 – 17 mm и широчина 5 – 9 mm. Двете венчелистчета са линейни, дълги 3 – 7 mm, влакнести. Устната наподобява тялото на пчела, Тя е издължена, триделна като средния дял е извит, кадифеновлакнест, кестенявокафяв, с жълти петна. Самоопрашващо се растение. Размножава се със семена.

## Разпространение и местообитание
Видът е разпространен в южните предели на Европа, Северна Африка и Близкия Изток. Среща се по слабо използвани пасища, ливади и сред храсталаци, предимно на варовити почви. Локални находища има по Черноморското крайбрежие, Североизточна България, Западен Предбалкан, Стара планина, Знеполски район, Софийски район, Източни Родопи, Тракийска низина, Странджа на надморска височина до 1100 m.